# Рјоторбо (Болцано)
Рјоторбо је насеље у Италији у округу Болцано, региону Трентино-Јужни Тирол.
Према процени из 2011. у насељу је живело 47 становника. Насеље се налази на надморској висини од 1263 м.